# Tomáš Tatar
Tomáš Tatar (ur. 1 grudnia 1990 w Dubnicy nad Váhom) – słowacki hokeista, reprezentant Słowacji, olimpijczyk.

## Kariera
- HK Dubnica U18 (2004-2007)
- HK Dubnica U20 (2007)
- HC Dukla Trenczyn U18 / U20 (2007-2008)
- HKm Zvolen (2008-2009)
  -  HC 07 Detva (2008)
- Grand Rapids Griffins (2009-2013)
- Detroit Red Wings (2010-2018)
  -  ŠHK 37 Piešťany (2012)
- Vegas Golden Knights (2018)
- Montreal Canadiens (2018-2021)
- New Jersey Devils (2021-2023)
- Colorado Avalanche (2023)
- Seattle Kraken (2023-)

Wychowanek klubu HK Dubnica nad Váhom. W drafcie do ligi NHL z 2009 został wybrany przez klub Detroit Red Wings (runda 2, numer 60) i zadebiutował w jego drużynie w sezonie NHL (2010/2011) - łącznie rozegrał dotąd 9 meczów. Od 2009 do 2013 występował w klubie Grand Rapids Griffins w lidze AHL. Ponadto w drafcie do ligi KHL z 2009 został wybrany przez klub SKA Sankt Petersburg (runda 1, numer 15). Od drugiej połowy września do pierwszej połowy października 2012 roku występował tymczasowo w słowackim klubie ŠHK 37 Piešťany, w czasie gdy nie wystartował jeszcze sezon AHL za Oceanem.
W lidze NHL występował epizodycznie na przełomie grudnia 2010 i stycznia 2011, następnie w lutym i w marcu 2013. Na stałe w tym klubie rozpoczął występy w sezonie NHL (2013/2014). W tym czasie 10 stycznia 2014 na Słowacji zmarł jego ojciec Jan, a dzień później strzelił zwycięskiego gola w meczu z Los Angeles Kings (3:1), którego zadedykował ojcu. W lipcu 2014 przedłużył kontrakt o trzy lata. Pod koniec lutego 2018 przetransferowany do Vegas Golden Knights. We wrześniu 2018 został zawodnikiem Montreal Canadiens. W sierpniu 2021 ogłoszono jego dwuletni kontrakt z klubem New Jersey Devils. We wrześniu 2023 zaangażowany w Colorado Avalanche, a w połowie grudnia tego samego roku zatrudniony w Seattle Kraken.
Reprezentant kadry Słowacja U-20 na turniejach mistrzostw świata juniorów do lat 20 w 2009 i 2010. Reprezentant seniorskiej kadry Słowacji; uczestniczył w turniejach mistrzostw świata 2010, 2012, 2014, 2015, 2019, 2022 oraz zimowych igrzysk olimpijskich 2014 (na igrzyskach zdobył gola w inauguracyjnym meczu). W barwach zespołu Europy brał udział w turnieju Pucharu Świata 2016.
W trakcie kariery zyskał pseudonim Trto.

## Sukcesy
Reprezentacyjne
- Srebrny medal mistrzostw świata: 2012
- Finał Pucharu Świata: 2016 z kadrą Europy

Klubowe
- Mistrzostwo dywizji AHL: 2013 z Grand Rapids Griffins
- Mistrzostwo konferencji AHL: 2013 z Grand Rapids Griffins
- Norman R. „Bud” Poile Trophy: 2013 z Grand Rapids Griffins
- Puchar Caldera mistrzostwo AHL: 2013 z Grand Rapids Griffins

Indywidualne
- Mistrzostwa Świata Juniorów w Hokeju na Lodzie 2009/Elita: jeden z trzech najlepszych zawodników reprezentacji[17]
- Sezon AHL (2012/2013): Jack A. Butterfield Trophy - nagroda dla najbardziej wartościowego zawodnika (MVP) w fazie play-off